# Liste der denkmalgeschützten Objekte in Linz-Ebelsberg
Die Liste der denkmalgeschützten Objekte in Linz-Ebelsberg enthält die 15 denkmalgeschützten, unbeweglichen Objekte der Linzer Katastralgemeinde Ebelsberg. Sie liegt größtenteils im gleichnamigen Statistischen Bezirk, ist mit diesem aber nicht deckungsgleich. Einige Objekte des statistischen Bezirks liegen in der Katastralgemeinde Ufer und sind in der entsprechenden Liste zu finden.
Die Zahl hinter dem Vermerk „Linz“ ist die Inventarnummer der Linzer Denkmaldatenbank, der Eintrag kann durch das Daraufklicken erreicht werden. Sofern kein anderer Beleg angegeben ist, stammen die Informationen in den Beschreibungstexten von dort.

## Denkmäler
| Foto |                 | Denkmal                                                                                       | Standort                                                             | Beschreibung | Metadaten |
| ---- | --------------- | --------------------------------------------------------------------------------------------- | -------------------------------------------------------------------- | --- | --- |
| ja   | Datei hochladen | Bürgerhaus HERIS-ID: 38243 Objekt-ID: 37757                                                   | Ebelsberger Schloßberg 1 Standort KG: Ebelsberg                      | Der Bau wurde 1526 erstmals erwähnt. Während der Franzosenschlacht von 1809 abgebrannt, wurde er danach weitgehend adaptiert. Bis 1890 war er das Ledererhaus und gehörte danach zur Eisengießerei Steininger. Das dreigeschoßige Haus hat eine stark klassizistisch geprägte, dem einfachen Altbau vorgeblendete, elegante Biedermeierfassade. | BDA-Hist.: Q37980178 Status: Bescheid Stand der BDA-Liste: 2025-06-30 Name: Bürgerhaus GstNr.: .10/1 Bürgerhaus, Ebelsberger Schloßberg 1                                                   |
| ja   | Datei hochladen | Schloss Ebelsberg HERIS-ID: 38244 Objekt-ID: 37758 Linz: 1561                                 | Ebelsberger Schloßweg 7 Standort KG: Ebelsberg                       | Die ursprüngliche Anlage wurde 1154 erstmals urkundlich erwähnt. Seit ihrem Bestehen wurde die Burganlage mehrfach aufgrund von kriegerischen Auseinandersetzungen und Brandkatastrophen zum Teil völlig zerstört oder schwer beschädigt. Mehrere Jahrhunderte war das Schloss in passauischem Besitz, 1824 wurde es öffentlich versteigert. Meistbietender war Karl Theodor Kast, der 1826 einzog und mit der Sanierung der Brand- und Kriegsschäden begann – damals erhielt Schloss Ebelsberg seine heutige Außenerscheinung. Im Zweiten Weltkrieg wurde das Schloss durch Bombentreffer beschädigt. Die letzte Generalrestaurierung erfolgte ab 1978. Der zweigeschoßige Komplex mit den glatten, hell gestrichenen Fassadenfronten und flachen Satteldächern ist aufgrund der erhöhten Lage weithin über dem Stadtgebiet zu sehen. | BDA-Hist.: Q2240701 Status: Bescheid Stand der BDA-Liste: 2025-06-30 Name: Schloss Ebelsberg GstNr.: .5, .2 Schloss Ebelsberg                                                               |
| ja   | Datei hochladen | Kriegerdenkmal, Franzosendenkmal HERIS-ID: 100701 Objekt-ID: 116970 Linz: 1141                | gegenüber Fadingerplatz 11 Standort KG: Ebelsberg                    | Das Denkmal – ein Werk des Linzer Bildhauers Karl Hafner – wurde 1890 errichtet, 1909 (?) mit einem Doppeladler bekrönt und im Beisein von Erzherzog Franz Ferdinand am 2. Mai 1909 abermals enthüllt. Ein Steinobelisk steht auf einem hohen dreiteiligen Sockel. Der Sockel trägt eine Tafel mit der Inschrift: „DEN am 3. Mai 1809 in heldenmütigem Kampf gefallenen österreichischen Soldaten darunter zahlreichen Wiener Freiwilligen gewidmet v. d. Gemeinden Ebelsberg u. Wien.“ Die Einfassung des Denkmals besteht aus drei schweren Eisenketten, die von vier eisernen, senkrecht stehenden, nachgebildeten Kanonenläufen gehalten werden. | BDA-Hist.: Q37785359 Status: § 2a Stand der BDA-Liste: 2025-06-30 Name: Kriegerdenkmal, Franzosendenkmal GstNr.: 866/4 Kriegerdenkmal (Franzosendenkmal), Fadingerplatz (Linz)              |
| ja   | Datei hochladen | Kath. Pfarrkirche hl. Johannes der Täufer und ehem. Friedhof HERIS-ID: 52356 Objekt-ID: 58967 | Fadingerplatz Standort KG: Ebelsberg                                 | Die Ebelsberger Pfarrkirche wurde 1263 erstmals erwähnt. Im Mai 1809 brannte sie ab. Erhalten blieben nur ein Teil der Hauptmauern und der Turm. 1811 wurde der Neubau vollendet. 1829 erfolgte die Weihe der Kirche dem heiligen Johannes dem Täufer durch den Linzer Bischof Gregor Thomas Ziegler. Der Innenraum ist im Jugendstil gestaltet, die Apsis und der Seitenaltar stammen von Leopold Forstner. | BDA-Hist.: Q21528847 Status: § 2a Stand der BDA-Liste: 2025-06-30 Name: Kath. Pfarrkirche hl. Johannes der Täufer und ehem. Friedhof GstNr.: 101/3, .61, 101/1, 101/2 Pfarrkirche Ebelsberg |
| ja   | Datei hochladen | Bürgerhaus, Fadinger Haus HERIS-ID: 38245 Objekt-ID: 37759 Linz: 1393                         | Fadingerplatz 5 Standort KG: Ebelsberg                               | Das Fadingerhaus wurde Anfang des 16. Jahrhunderts errichtet. Seit dem 17. Jahrhundert Gasthaus Zum Goldenen Hirschen. Im 19. Jahrhundert wurde der Bau aufgestockt und 1982 renoviert. Das schmiedeeiserne Hauszeichen stammt aus dem zweiten Drittel des 18. Jahrhunderts. Eine Tafel aus rotem Marmor, die anlässlich des 300. Todestages im Jahre 1926 angebracht wurde, erinnert an Stefan Fadinger, der hier, am heutigen Fadingerplatz, verstarb. | BDA-Hist.: Q37980197 Status: Bescheid Stand der BDA-Liste: 2025-06-30 Name: Bürgerhaus, Fadinger Haus GstNr.: .21 Fadingerhaus                                                              |
| ja   | Datei hochladen | Bürgerhaus, Markthaus HERIS-ID: 38246 Objekt-ID: 37760 Linz: 1396                             | Fadingerplatz 9 Standort KG: Ebelsberg                               | Erstmals 1526 erwähnt. Ursprünglich ein Gasthaus, ehemaliges Marktrichterhaus, ab 1767 Markthaus. Aus zwei Häusern, die im 16. Jahrhundert zusammengelegt wurden, bestehendes Gebäude. Am Zusammenstoß der beiden Häuser befindet sich breites, gefastes Rundbogentor aus dem 16. Jahrhundert. Die Fassade wurde im 20. Jahrhundert in einfacher, historisierender Form erneuert. | BDA-Hist.: Q37980210 Status: Bescheid Stand der BDA-Liste: 2025-06-30 Name: Bürgerhaus, Markthaus GstNr.: .64                                                                               |
| ja   | Datei hochladen | Ehem. Ebelsberger Gemeindehaus mit Kruzifix HERIS-ID: 52357 Objekt-ID: 58969 Linz: 1375       | Fadingerplatz 14 Standort KG: Ebelsberg                              | Das Gebäude geht in der heutigen Bausubstanz vermutlich auf das 15. oder 16. Jahrhundert zurück. Die erste Nennung erfolgte 1526. Die Hauptfassade des zweiteiligen Bürgerhauses stammt aus dem letzten Drittel des 18. Jahrhunderts und ist dem Fadingerplatz zugewandt. Das oberste Geschoß ist von einem korbbogigen Giebel bekrönt. Im Giebelfeld die Inschrift: „Zur Erinnerung der Wiederaufbauung nach dem unglücklichen Tag, dem 3. Mai 1809“ (die Datierung kann sich allerdings nur auf den obersten Teil der Fassade beziehen). | BDA-Hist.: Q38050780 Status: § 2a Stand der BDA-Liste: 2025-06-30 Name: Ehem. Ebelsberger Gemeindehaus mit Kruzifix GstNr.: .71 Ehemaliges Ebelsberger Gemeindehaus                         |
| ja   | Datei hochladen | Figurenbildstock hl. Johannes Nepomuk HERIS-ID: 100698 Objekt-ID: 116967 Linz: 1441           | gegenüber Wiener Straße 463 Standort KG: Ebelsberg                   | Das Standbild entstand zu Beginn des 18. Jahrhunderts und zeigt den heiligen Johannes Nepomuk, ein Kreuz tragend, begleitet von einer Putte. Auf dem quadratischen Sockel die Inschrift: „1706 B JOANNES NEPOMVCE NVS“. | BDA-Hist.: Q37785315 Status: § 2a Stand der BDA-Liste: 2025-06-30 Name: Figurenbildstock hl. Johannes Nepomuk GstNr.: 866/9 Statue of John of Nepomuk, Ebelsberg                            |
| ja   | Datei hochladen | Friedhof christlich HERIS-ID: 100666 Objekt-ID: 116932 Linz: 2512                             | Florianer Straße 2 Standort KG: Ebelsberg                            | Der Friedhof ist seit dem 13. Jahrhundert urkundlich nachzuweisen. Er dürfte aber schon seit dem 9. Jahrhundert bestehen, wie neuere Forschungen angeben. 1782 wurde der, neben der Kirche (Fadingerplatz) liegende, Friedhof an den heutigen Standort an der Florianer Straße verlegt. Er wurde mehrmals erweitert; der älteste Teil liegt im nördlichen Bereich (nahe der Wiener Straße). | BDA-Hist.: Q37785146 Status: § 2a Stand der BDA-Liste: 2025-06-30 Name: Friedhof christlich GstNr.: 149, 159/2, 937/2, .353, .354, .355 Friedhof Ebelsberg                                  |
| ja   | Datei hochladen | Flur-/Wegkapelle Maria Hilf HERIS-ID: 100703 Objekt-ID: 116972 Linz: 1084                     | Passianwald, gegenüber Heinrich-Kandl-Weg 34 Standort KG: Ebelsberg  | 1717 wurde die Kapelle von Pfleger Johann Wilhelm König gestiftet. Die letzte Renovierung erfolgte 1983. Vier gemauerte Pfeiler tragen ein Satteldach mit Holzgiebel und Kreuz. In der Rückwand befindet sich eine korbbogige Nische. Darin ein Madonnen-Foto und ein Hinterglasbild des hl. Georg. Die Nische ist durch ein Eisengitter und eine Eisenstange abgesperrt. | BDA-Hist.: Q37785386 Status: § 2a Stand der BDA-Liste: 2025-06-30 Name: Flur-/Wegkapelle Maria Hilf GstNr.: 852/1                                                                           |
| ja   | Datei hochladen | Flur-/Wegkapelle HERIS-ID: 100706 Objekt-ID: 116975                                           | gegenüber Hauderweg 1 / Kremsmünsterer Straße Standort KG: Ebelsberg | Zimmermeister Josef Hinterberger und seine Gemahlin ließen die Kapelle zu Ehren der „Mutter Anna und Maria“ 1870 erbauen. Ursprünglich stand die Kapelle beim Anwesen Hinterberger in der Kremsmünstererstraße 22. Die Kapelle wurde 1989 wegen einer Straßenverbreiterung abgetragen und 2003 an der heutigen Stelle neu errichtet. Anstelle der nicht mehr auffindbaren alten Sakralgegenstände befinden sich nunmehr ein Bronzerelief des Linzer Bildhauers Laszlo Bota und zwei Plastiken des Bildhauers Ägidius Gamsjäger. Die Kapelle wird auch Fischerkapelle genannt. | BDA-Hist.: Q37785416 Status: § 2a Stand der BDA-Liste: 2025-06-30 Name: Flur-/Wegkapelle GstNr.: 147/2                                                                                      |
| ja   | Datei hochladen | Wasserreservoir HERIS-ID: 100740 Objekt-ID: 117012                                            | bei Wambacher Straße 82 Standort KG: Ebelsberg                       | Das späthistoristische Wasserreservoir wurde um 1900 in den Hang gebaut. Überhöhter Mittelrisalit mit einem segmentbogigen Portal, seitlich gebändert. | BDA-Hist.: Q37785547 Status: § 2a Stand der BDA-Liste: 2025-06-30 Name: Wasserreservoir GstNr.: .138/5                                                                                      |
| ja   | Datei hochladen | Ehem. Ebelsberger Schule HERIS-ID: 97196 Objekt-ID: 112950                                    | Wiener Straße 474a Standort KG: Ebelsberg                            | Die Schule wurde 1788 gebaut. Nach dem Brand von 1809 wurde das Gebäude 1810 wieder hergestellt – die Kosten dafür wurden vom Stift Sankt Florian getragen. Der Bauplan, gezeichnet von Maurermeister Schlagbauer, befindet sich im Pfarrarchiv. 1873 wurde das zweite Obergeschoß durch Baumeister Breinesberger aufgesetzt. | BDA-Hist.: Q37769533 Status: § 2a Stand der BDA-Liste: 2025-06-30 Name: Ehem. Ebelsberger Schule GstNr.: .60                                                                                |
| ja   | Datei hochladen | Marktbrunnen HERIS-ID: 100699 Objekt-ID: 116968 Linz: 1046                                    | bei Wiener Straße 474a Standort KG: Ebelsberg                        | Der Brunnen besteht aus einem sechseckigen Brunnenbecken aus Granit. Ein zentraler Brunnenpfeiler trägt einen Obelisk und eine Tafel mit der Inschrift: „Ich bin ein stummer Zeuge der Not und Kriegespein, die Ebelsberg gelitten. Anno 1809“. Ursprünglich stand der Brunnen in Platzmitte. 1965 wurde er abgetragen und 1966 am Vorplatz der Kirche wieder aufgestellt. | BDA-Hist.: Q37785323 Status: § 2a Stand der BDA-Liste: 2025-06-30 Name: Marktbrunnen GstNr.: 101/3 Marktbrunnen Ebelsberg                                                                   |
| ja   | Datei hochladen | Ehem. Feuerwehrgebäude HERIS-ID: 90722 Objekt-ID: 105427 Linz: 1415                           | Wiener Straße 503 Standort KG: Ebelsberg                             | Das zweigeschoßige Gebäude – das an einer exponierten, für das Ortsbild wichtigen Stelle steht – wurde 1897 erbaut und diente als Feuerwehrlokalität und zu Wohnzwecken. Nach dem Auszug der Freiwilligen Feuerwehr wurden Geschäftslokale eingerichtet. An der Nordwest-Seite befindet sich ein runder Eckturm mit einem markanten Kuppeldach. | BDA-Hist.: Q37749242 Status: Bescheid Stand der BDA-Liste: 2025-06-30 Name: Ehem. Feuerwehrgebäude GstNr.: .146                                                                             |